# Jureia (Monte Belo)
Jureia é um distrito de Minas Gerais, sob a jurisdição de Monte Belo  A principal atividade econômica do Distrito é a produção de queijos, doces e agropecuária. O distrito de Jureia é formado pelos bairros rurais Mutuca, Tormenta, Minduri, Grama, Muquém, Córrego do Cedro, Córrego da Capoeirinha, Córrego da Onça, Paivas, Mutuqinha e Prata. Sua população é superior a 2500 habitantes, e já houve no passado a intenção de elevar o distrito à condição de municipio.

## História
Jureia antes era conhecida por Tuiuti, e de 1938 a 1941 viveu uma época de ouro. O comércio era forte, isto devido à inesquecível “Maria Fumaça”, uma locomotiva movida a lenha, que transportava passageiros e mercadorias, tanto na região de São Paulo como também para Belo Horizonte. 
O distrito se situava em um entroncamento entre duas ferrovias: a Linha Cruzeiro-Juréia (Estrada de Ferro Minas e Rio) da Rede Mineira de Viação e o Ramal de Juréia da Companhia Mogiana de Estradas de Ferro. Ambas as linhas eram responsáveis pelo escoamento da produção leiteira, cafeeira e agrícola da região e do transporte de passageiros entre os estados de São Paulo e Minas Gerais, garantindo o desenvolvimento econômico e a conseguinte expansão do distrito.  
Os trens de passageiros de ambas as ferrovias (que eram a vapor), partiam de Juréia em turnos diferentes, o que faziam com que alguns passageiros pernoitassem na estação ferroviária do distrito (pertencente à Mogiana) para realizarem a baldeação e prosseguirem suas viagens.
Nos anos 1960, após a construção de uma represa da Furnas na região, a linha da RMV teve parte de seu trajeto final desativado, tendo algumas partes extintas ou submersas, por conta da inundação gerada que a impossibilitou de atingir o distrito.
Nessa mesma época, devido a ascensão da indústria automobilística e a implementação da política de construção de rodovias, o ramal da Mogiana também seria desativado em 1966, tendo seus trilhos retirados alguns anos depois. 